# Кирил Кузманов
Кирил Кузманов е български революционер, деец на Македонската младежка тайна революционна организация (ММТРО), подразделение на Вътрешната македонска революционна организация.

## Биография
Роден е в 1910 година в Прилеп. Студент е по земеделие в Загреб.
Влиза в Македонската младежката революционна организация и е член на главната петорка на организацията в Загреб, заедно с Иван Бояджиев, Кирил Матраков, Петър Хаджипанзов и Георги Чанев. Тази петорка става междинна и има изключително важна роля – тя е връзката между ММТРО във Вардарска и Егейска Македония и петорките на огранизацията в чужбина, а също така и между ММТРО и ЦК на ВМРО.
Арестуван е през лятото на 1927 година, когато властите разкриват организацията. След 6-месечно следствие, съпроводено с жестоки мъчения на арестуваните, той е един от 20-те младежи, изправен пред съда през ноември – т. нар. Скопски студентски процес. Получава оправдателна присъда.